# STS-61-B

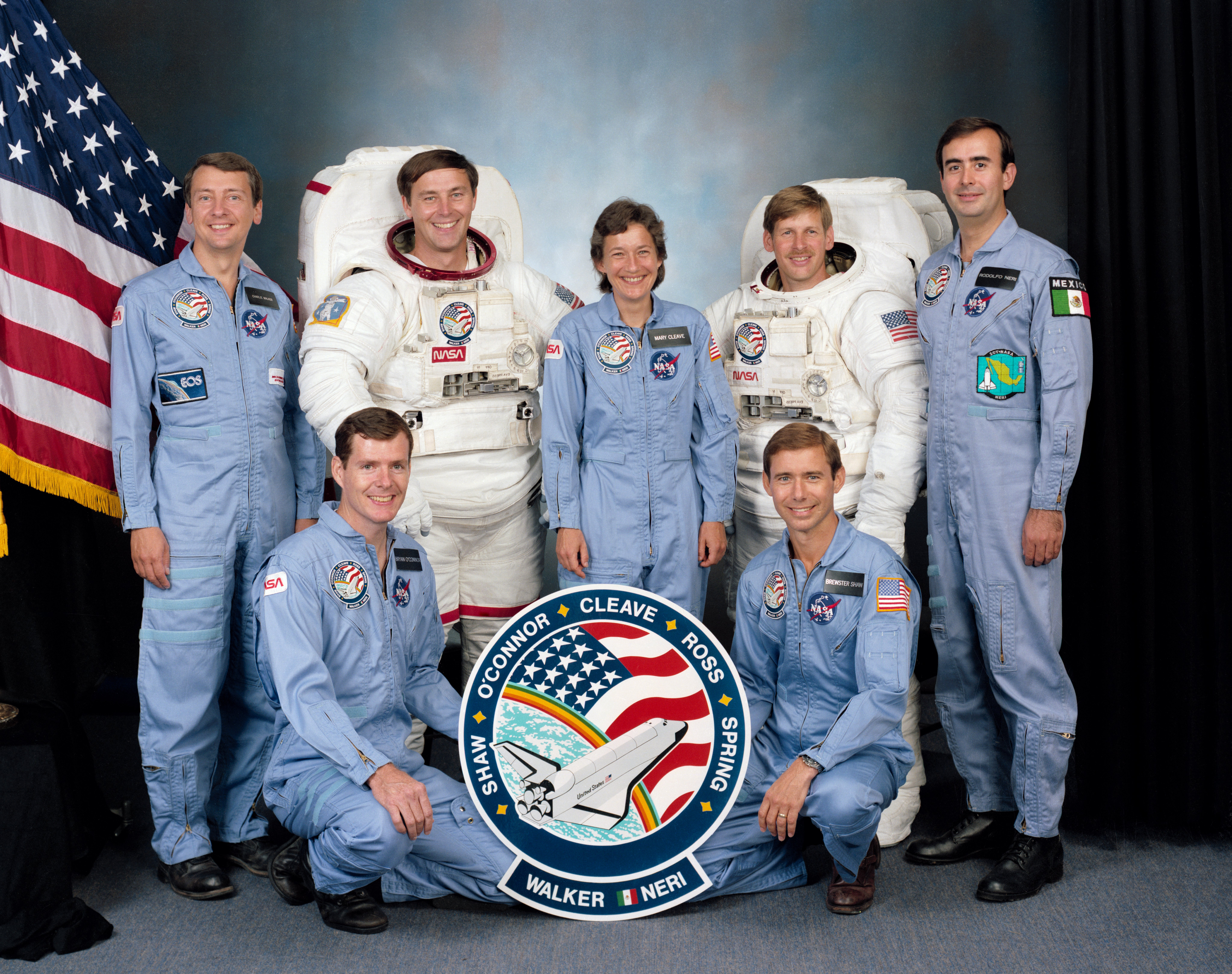
Екіпаж STS-61-B Задній ряд: Вокер, Росс, Клів, Спрінг, Нері Вела
Передній ряд: О'Коннор, Шоу

STS-61-В — 23-й політ шатла, друга місія шатла «Атлантіс» у рамках програми «Спейс Шаттл». Космічний корабель запущено 26 листопада 1985 року зі стартового майданчика 39-A Космічного центру ім. Кеннеді, з корисним навантаженням.

## Екіпаж
- (НАСА): Брюстер Хопкінсон Шоу (англ. Brewster Hopkinson Shaw) (2) — командир;
- (НАСА): О'Коннор Браян Деніел (Bryan D. O'Connor) (1) — пілот;
- (НАСА): Шервуд Спрінг (Spring Sherwood Clark) (1) — фахівець польоту;
- (НАСА): Мері Луїз Клів (Cleave, Mary Louise) (1) — фахівець польоту;
- (НАСА): Джеррі Росс (Jerry Lynn Ross) (1) — фахівець польоту;
- (AEXA): Родольфо Нері (Rodolfo Neri Vela) (1) — фахівець з корисного навантаження;
- (НАСА): Чарльз Вокер (Charles David Walker) (3) — фахівець з корисного навантаження.

## Корисне навантаження
Чотири супутники Morelos-B, Optus-A2, Satcom-K2 і OEX Target. Інші вантажі в житловому відсіку:
- Створення ліків в умовах мікрогравітації (англ. Continuous Flow Electrophoresis System CFES).
- Експеримент із вирощування великого кристала (англ. Diffusive Mixing of Organic Solutions - DMOS)
- Експерименти Родольфо Нері (англ. Morelos Payload Specialist Experiments - MPSE) та експерименти в рамках програми шатлів.

У вантажному відсіку також був спецконтейнер з експериментом студентів із Канади щодо створення дзеркал в умовах мікрогравітації і камера IMAX для вантажного відсіку (ICBC).

## Перебіг місії
Під час місії STS-61B було запущено 4 комунікаційних супутники: Morelos-B (Мексика), Optus-A2 (Австралія), Satcom-K2 (США), OEX Target. Morelos-B і Optus — AUSSAT−2 були виведені на орбіти за допомогою допоміжних двигунів PAM-D, а для Satcom — K2 вперше була використана модифікація PAM-D2 для виведення важчих супутників.
Було здійснено 2 експерименти по збірці конструкцій у космосі:
- Експериментальна збірка Конструкцій поза космічного корабля (конструкція за формою близька до піраміди), (англ. Experimental Assembly of Structures in Extravehicular Activity - EASE) ;
- Складання конструкції за формою типу близькою «високої вежі» (англ. Assembly Concept for Construction of Erectable Space Structure ACCESS).

У ході роботи було визнано що EASE занадто незручна і складна для складання, ACCESS виявилася набагато більш пристосована до умов космосу. У рамках експериментів Шервуд Спрінг і Джеррі Росс здійснили два виходи у відкритий космос: перший тривалістю 5 годин 32 хвилини, другий 6 годин 38 хвилин.

## Галерея

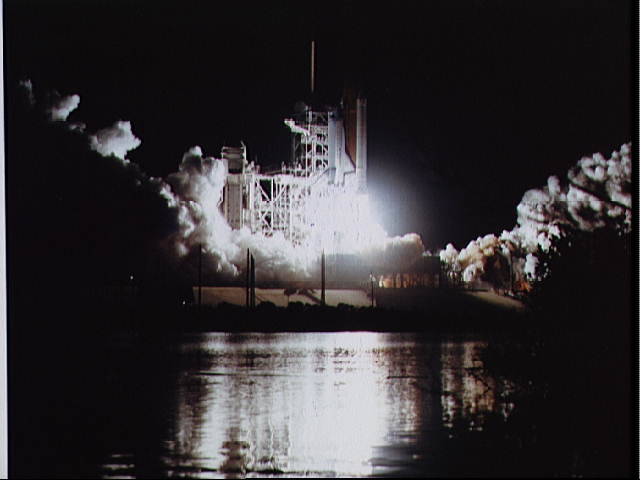
Нічний старт шатла Атлантіс на початку місії STS- 61B
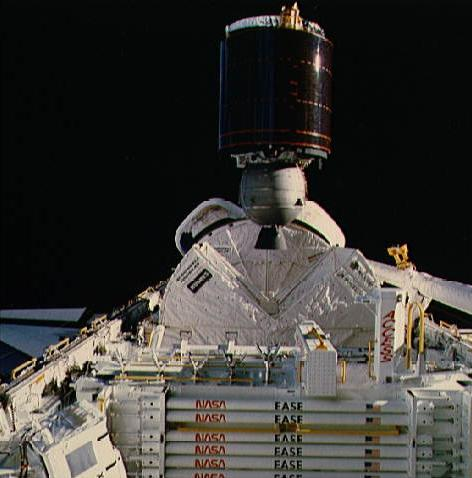
Вантажний відсік шатлу Атлантіс на орбіті
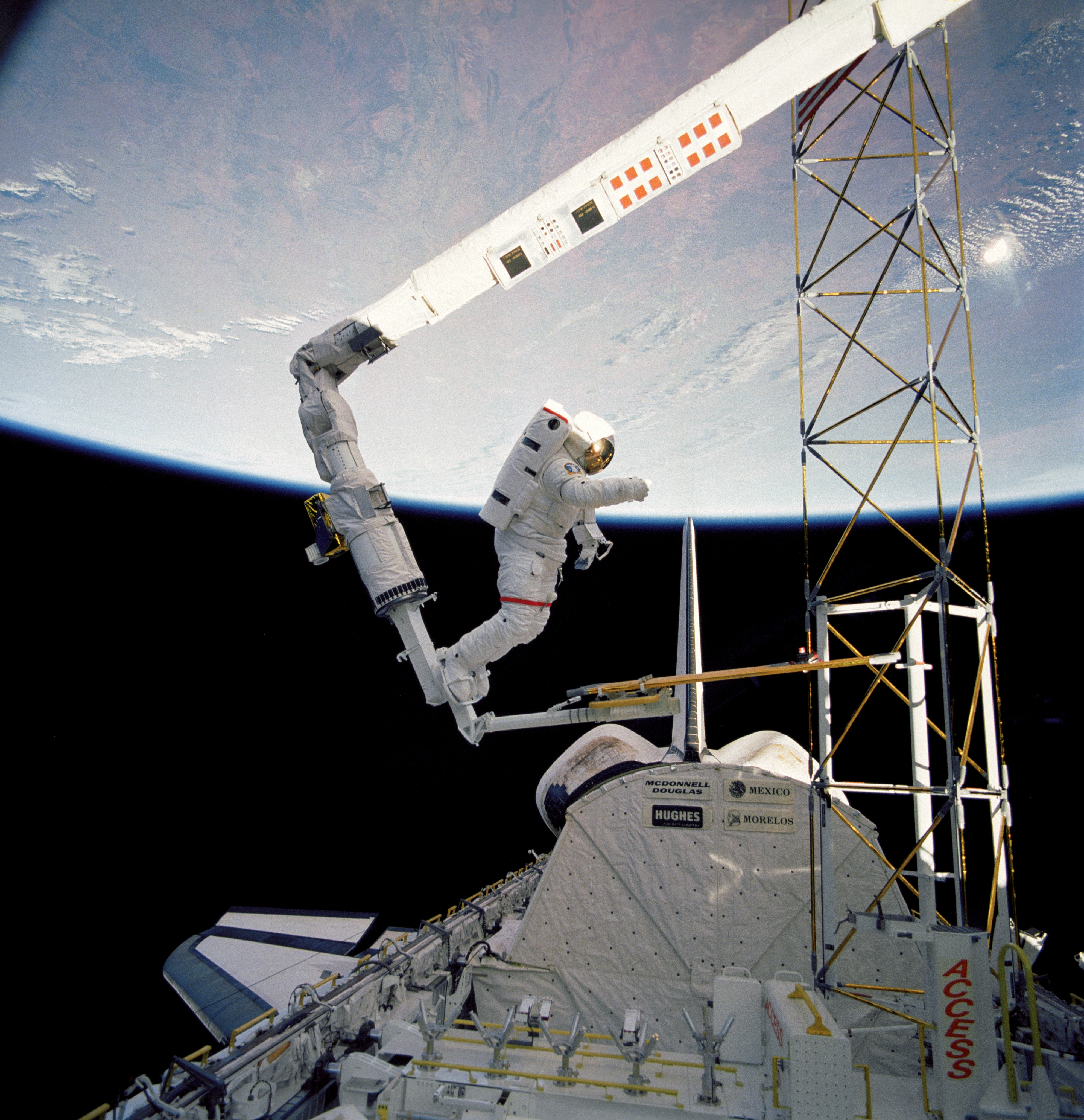
Будівництво ACCESS структури
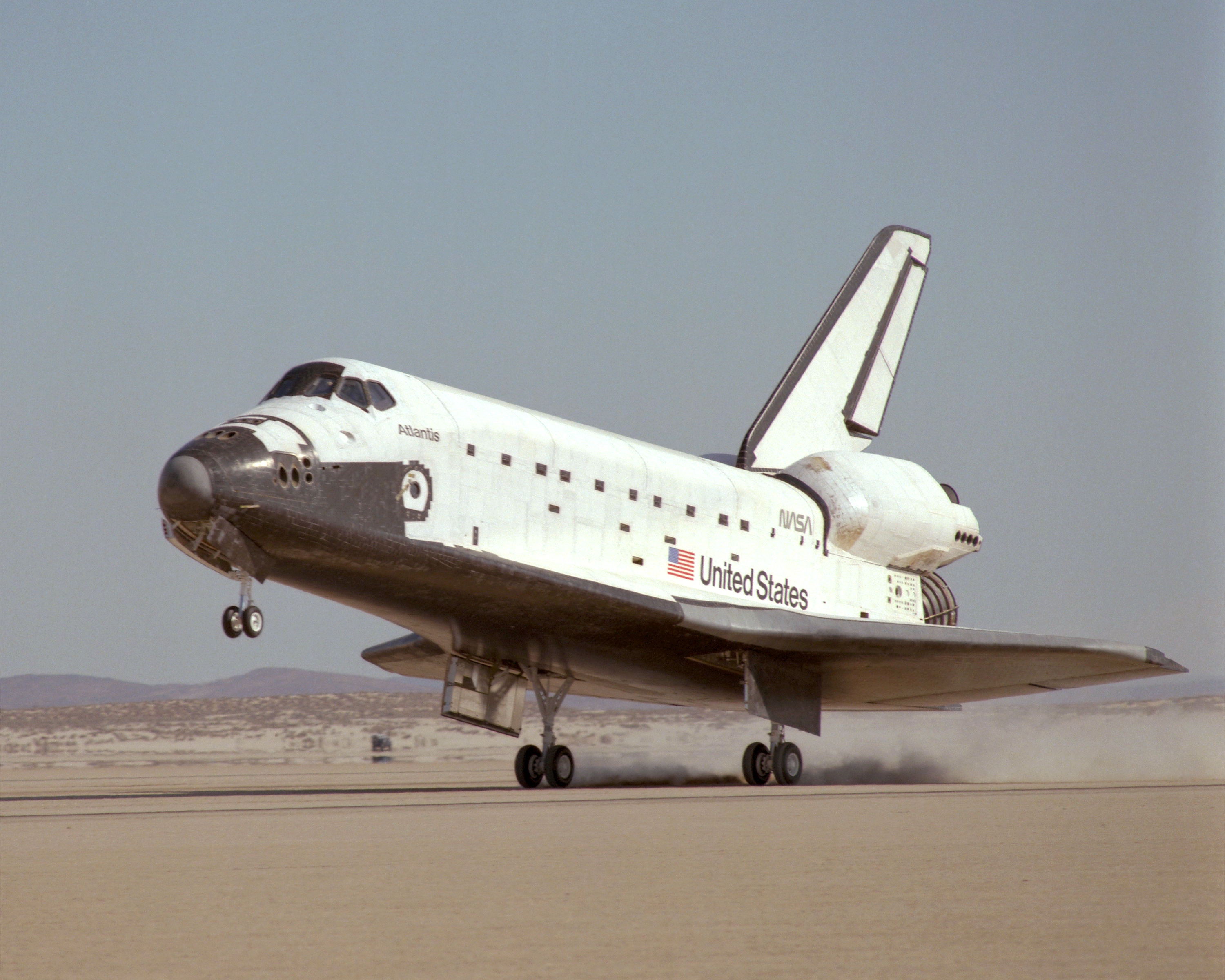
Закінчення місії STS- 61B: посадка шатла на авіабазі Едвардс
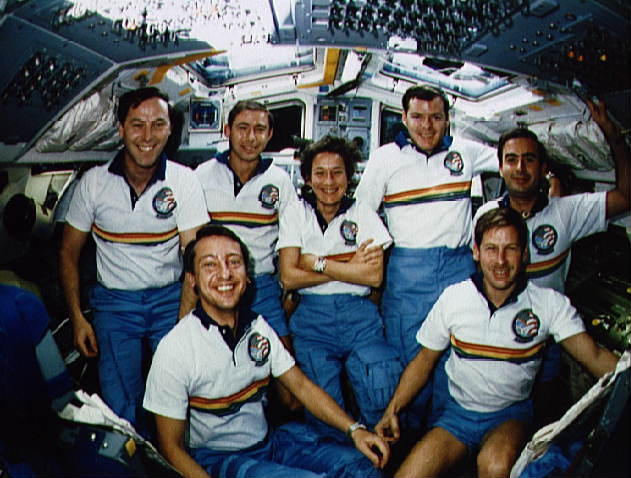
Екіпаж STS-61-B на злітній палубі